# 梁賓先
梁賓先（1965年12月10日-），華苓科技股份有限公司董事長兼任總經理，亦是台灣物聯網協會（TIOTA）理事長。

## 現任
- 台灣物聯網協會 理事長
- 華苓科技股份有限公司 董事長兼任總經理
- 國際物聯投資管理顧問股份有限公司 董事長
- SDChain Alliance 聯席主席
- 台灣雲端物聯網產業協會(CIAT) 技術專家委員會 委員
- 台灣區電機電子工業同業公會 雲端鉅資與物聯網委員會委員
- 台南市智慧物聯網產業發展協會 指導委員會榮譽主席

## 曾獲榮譽
- 榮獲2010台灣百大傑出經理人獎
- 榮獲2003年金炬獎年度卓越成就經理人
- 2000年世界名人錄新世紀獎入選並列名於2000年世界科學與工程名人錄
- 榮獲1999年英國劍橋國際傳記中心20世紀傑出人之傑出成就獎入選並列名於1999年世界名人錄

## 經歷
- 2010/10~迄今 台灣物聯網協會 理事長
- 2009~迄今 「基於M2M工業測量儀器設備通信介面通用技 術條件」國家標準制定工作組副組長兼任海外組 組長
- 2009~迄今 大專校院信息服創新競賽 評審委員
- 2008~迄今 台灣產業軟體價值鏈聯盟(ISVCA) 理事
- 2007/2~迄今 華苓科技股份有限公司 董事長暨總經理
- 2005/10~迄今 中華企業流程管理協會 理事長
- 2004/11~迄今 資策會產業電子化訓練中心 講師
- 1999~迄今 國際電機暨電子工程師學會(IEEE) Software雜誌 審稿委員
- 1999/2~迄今 華苓科技股份有限公司 總經理
- 1998~迄今 國際電機暨電子 工程師學會 (IEEE)InterNetComputing 雜誌 審稿委員

## 外部連結
- 華苓科技股份有限公司 （页面存档备份，存于）
- 台灣物聯網協會（TIOTA） （页面存档备份，存于）